# Pontcharraud
Pontcharraud est une commune française située dans le département de la Creuse en région Nouvelle-Aquitaine.

## Géographie
|             | Néoux                   |                          |
| Saint-Frion | Pontcharraud            | Saint-Maurice-près-Crocq |
|             | Saint-Georges-Nigremont |                          |

### Climat
Pour des articles plus généraux, voir Climat de la Nouvelle-Aquitaine et Climat de la Creuse.
Historiquement, la commune est exposée à un climat montagnard.  
En 2020, Météo-France publie une typologie des climats de la France métropolitaine dans laquelle la commune est exposée à un climat de montagne et est dans la région climatique  Ouest et nord-ouest du Massif Central, caractérisée par une pluviométrie annuelle de 900 à 1 500 mm, maximale en automne et en hiver.
Pour la période 1971-2000, la température annuelle moyenne est de 9,6 °C, avec  une amplitude thermique annuelle de 15 °C. Le cumul annuel moyen de précipitations est de 1 001 mm, avec 12,3 jours de précipitations en janvier et 7,9 jours en juillet. Pour la période 1991-2020, la température moyenne annuelle observée sur la station météorologique la plus proche, située sur la commune de Néoux à 6 km à vol d'oiseau, est de 10,2 °C et le cumul annuel moyen de précipitations est de 977,8 mm,. Pour l'avenir, les paramètres climatiques de la commune estimés pour 2050 selon différents scénarios d’émission de gaz à effet de serre sont consultables sur un site dédié publié par Météo-France en novembre 2022.

## Urbanisme

### Typologie
Au 1er janvier 2024, Pontcharraud est catégorisée commune rurale à habitat très dispersé, selon la nouvelle grille communale de densité à 7 niveaux définie par l'Insee en 2022.
Elle est située hors unité urbaine. Par ailleurs la commune fait partie de l'aire d'attraction d'Aubusson, dont elle est une commune de la couronne,. Cette aire, qui regroupe 34 communes, est catégorisée dans les aires de moins de 50 000 habitants,.

### Occupation des sols
L'occupation des sols de la commune, telle qu'elle ressort de la base de données européenne d’occupation biophysique des sols Corine Land Cover (CLC), est marquée par l'importance des territoires agricoles (68,7 % en 2018), une proportion sensiblement équivalente à celle de 1990 (68,4 %). La répartition détaillée en 2018 est la suivante : 
prairies (36,1 %), zones agricoles hétérogènes (32,6 %), forêts (26,5 %), milieux à végétation arbustive et/ou herbacée (4,7 %). L'évolution de l’occupation des sols de la commune et de ses infrastructures peut être observée sur les différentes représentations cartographiques du territoire : la carte de Cassini (XVIIIe siècle), la carte d'état-major (1820-1866) et les cartes ou photos aériennes de l'IGN pour la période actuelle (1950 à aujourd'hui).

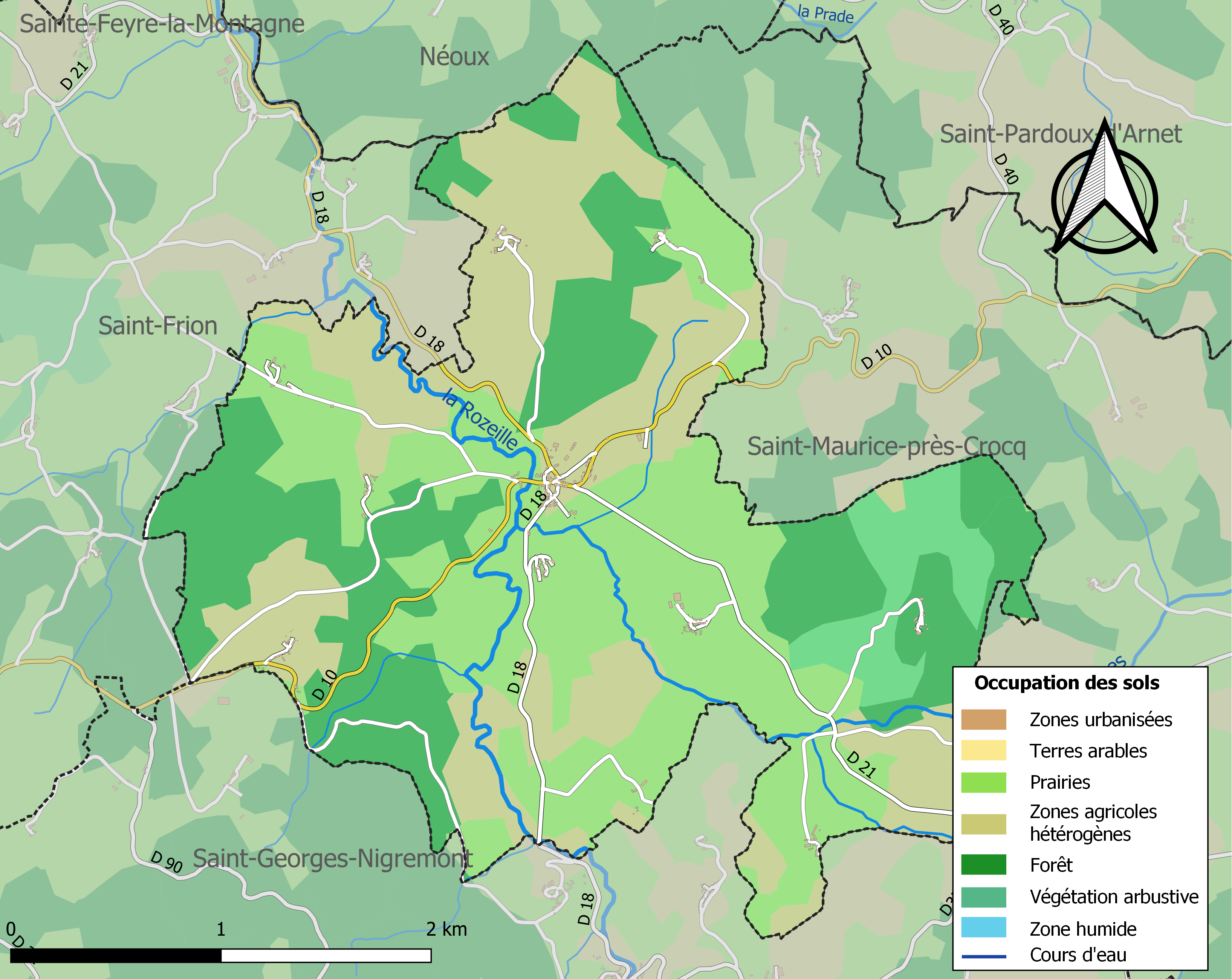
Carte des infrastructures et de l'occupation des sols de la commune en 2018 (CLC).

### Risques majeurs
Le territoire de la commune de Pontcharraud est vulnérable à différents aléas naturels : météorologiques (tempête, orage, neige, grand froid, canicule ou sécheresse) et séisme (sismicité faible). Il est également exposé à un risque technologique, la rupture d'un barrage, et à un risque particulier : le risque de radon. Un site publié par le BRGM permet d'évaluer simplement et rapidement les risques d'un bien localisé soit par son adresse soit par le numéro de sa parcelle.

#### Risques naturels

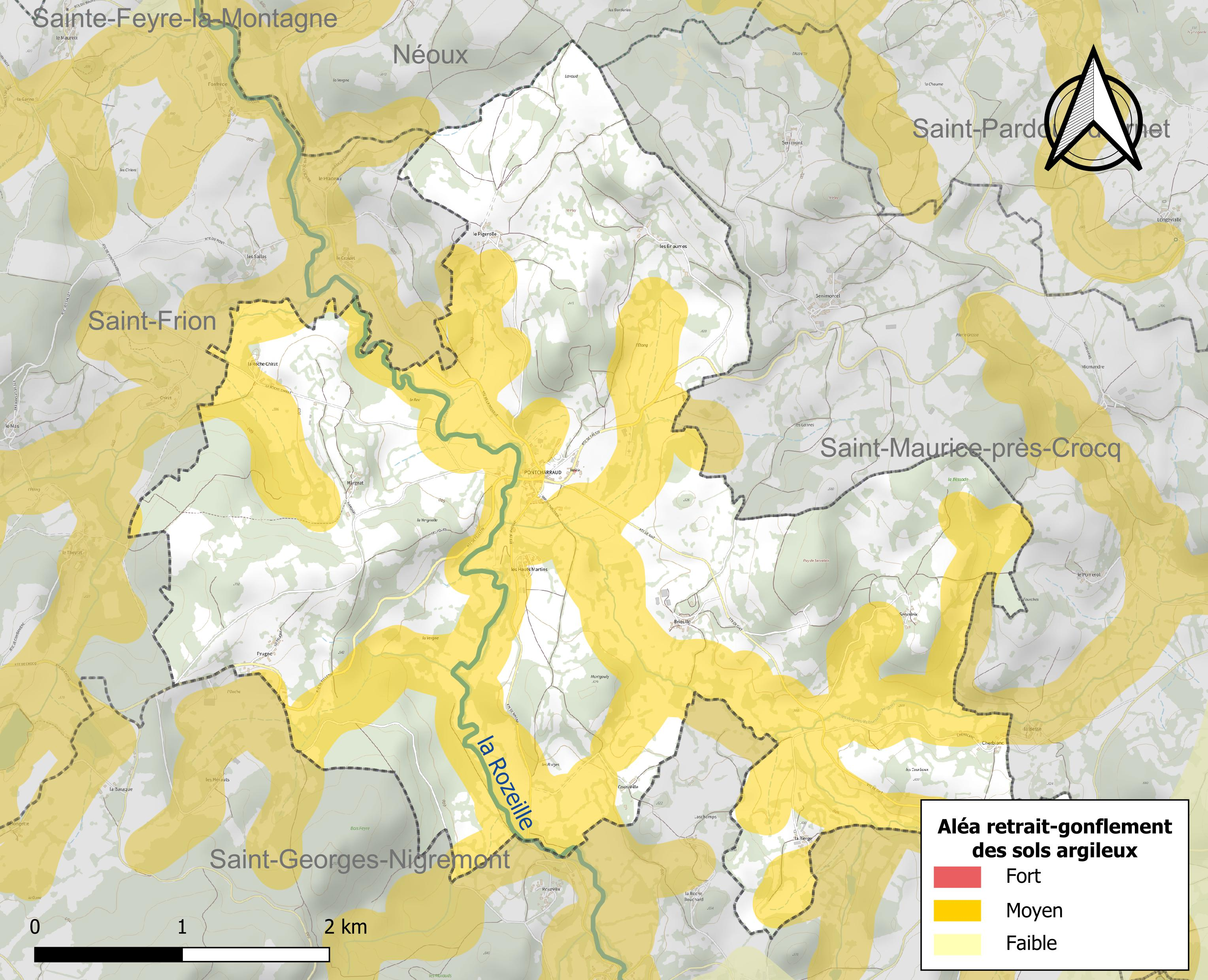
Carte des zones d'aléa retrait-gonflement des sols argileux de Pontcharraud.

Le retrait-gonflement des sols argileux est susceptible d'engendrer des dommages importants aux bâtiments en cas d’alternance de périodes de sécheresse et de pluie. 42,5 % de la superficie communale est en aléa moyen ou fort (33,6 % au niveau départemental et 48,5 % au niveau national). Sur les 103 bâtiments dénombrés sur la commune en 2019,  38 sont en aléa moyen ou fort, soit 37 %, à comparer aux 25 % au niveau départemental et 54 % au niveau national. Une cartographie de l'exposition du territoire national au retrait gonflement des sols argileux est disponible sur le site du BRGM,.
Par ailleurs, afin de mieux appréhender le risque d’affaissement de terrain, l'inventaire national des cavités souterraines permet de localiser celles situées sur la commune.
La commune a été reconnue en état de catastrophe naturelle au titre des dommages causés par les inondations et coulées de boue survenues en 1982 et 1999. Concernant les mouvements de terrains, la commune a été reconnue en état de catastrophe naturelle au titre des dommages causés par des mouvements de terrain en 1999.

#### Risques technologiques
La commune est en outre située en aval du  barrage de Confolent, un ouvrage sur la Creuse de classe A soumis à PPI, disposant d'une retenue de 4,7 millions de mètres cubes. À ce titre elle est susceptible d’être touchée par l’onde de submersion consécutive à la rupture de cet ouvrage.

#### Risque particulier
Dans plusieurs parties du territoire national, le radon, accumulé dans certains logements ou autres locaux, peut constituer une source significative d’exposition de la population aux rayonnements ionisants. Certaines communes du département sont concernées par le risque radon à un niveau plus ou moins élevé. Selon la classification de 2018, la commune de Pontcharraud est classée en zone 3, à savoir zone à potentiel radon significatif.

## Toponymie
Attesté relativement tardivement sous la forme Pon charral au XIIe siècle.
Charral est un dérivé issu du latin carrus ("véhicule"), de la même famille que "char", "chariot" et "charrette". Le nom signifie : « pont praticable par les véhicules ».
Le nom et le lieu sont probablement anciens : la voie antique reliant Clermont-Ferrand à Limoges franchit la Rozeille à cet endroit.

## Histoire
À l’époque moderne, Pontcharraud est situé sur la route de Limoges à Lyon, ce qui assure une certaine prospérité.
Passant à Pontcharraud en novembre 1581, Michel de Montaigne écrit :
« Pontsarraut. 6. lieues. ce chemin est garni de chetifves hostelleries jusques a Limoges ou toutes fois il n’y a faute de vin passable, il n’y passe que muletiers et me[ssag]ers qui courent a Lion. » (Journal de voyage, d’après la copie Leydet).
Au XVIIIe siècle, les tapisseries d’Aubusson détournent le flux commercial ce qui provoque l’abandon de l’itinéraire ancien.

## Politique et administration
| Période   | Période  | Identité       | Étiquette | Qualité                  |
| --------- | -------- | -------------- | --------- | ------------------------ |
| mars 2001 | En cours | Éric d'Hulster | DVD       | Représentant de commerce |

## Démographie
Au dernier recensement, la commune comptait 83 habitants.
| 1886 | 1891 | 1896 | 1901 | 1906 | 1911 | 1921 | 1926 | 1931 |
| ---- | ---- | ---- | ---- | ---- | ---- | ---- | ---- | ---- |
| 487  | 476  | 455  | 462  | 420  | 404  | 334  | 308  | 296  |

| 1936 | 1946 | 1954 | 1962 | 1968 | 1975 | 1982 | 1990 | 1999 |
| ---- | ---- | ---- | ---- | ---- | ---- | ---- | ---- | ---- |
| 278  | 264  | 210  | 185  | 156  | 137  | 146  | 127  | 97   |

| 2006 | 2011 | 2016 | 2021 | 2022 | - | - | - | - |
| ---- | ---- | ---- | ---- | ---- | - | - | - | - |
| 88   | 76   | 78   | 83   | 83   | - | - | - | - |

## Lieux et monuments

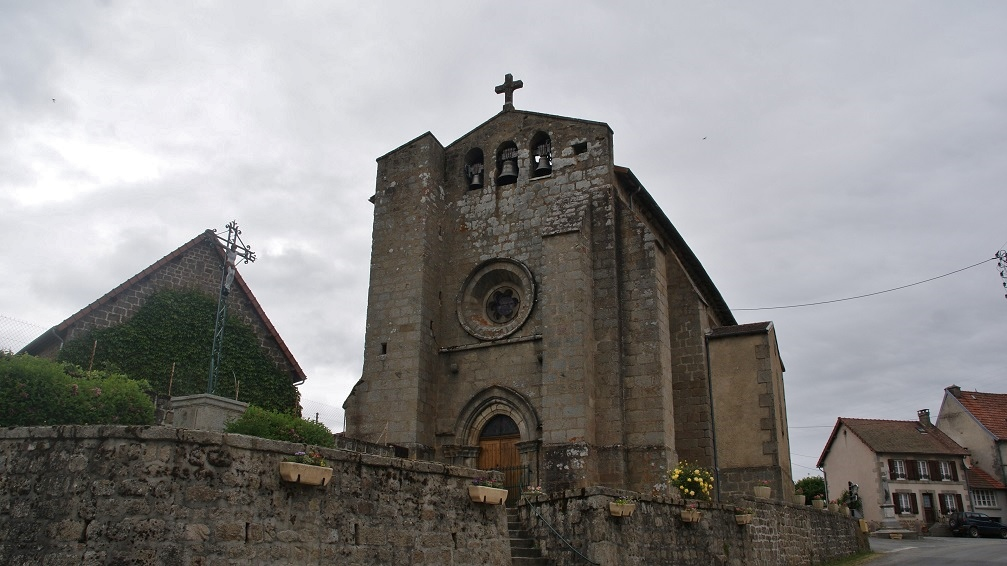
Église Sainte-Valérie de Pontcharraud.

- Église paroissiale Sainte-Valérie. L'édifice a été inscrit au titre des monuments historiques en 1987[25].